# Détective Small et monsieur Frye
Détective Small et monsieur Frye (Small & Frye) est une série télévisée américaine produite par Walt Disney Television et diffusée du 7 mars au 15 juin 1983 du 30 sur CBS.
La série, dont les acteurs principaux étaient Darren McGavin et Jack Blessing, se compose d'une saison unique de six épisodes de 23 minutes.
En France, les 6 épisodes de la série ont été diffusés du 9 décembre 1990 au 13 janvier 1991 dans l'émission de jeunesse du dimanche matin Disney Club sur TF1.

## Synopsis
Nick Small (Darren McGavin) et Chip Frye (Jack Blessing) sont détectives privées. En raison d'un accident de laboratoire, Frye est capable de rétrécir jusqu'à la taille de 15 centimètres, mais il n'a pas la faculté de contrôler ce pouvoir. Il n'est en mesure de devenir miniature ou de retrouver sa taille normale qu'à certains moments.
Cela constitue parfois une aide dans leurs enquêtes tout comme cela peut y constituer un obstacle gênant.

## Fiche technique
Sauf indication contraire, les informations mentionnées dans cette section peuvent être confirmées par la base de données cinématographiques IMDb,  présente dans la section « Liens externes ».
- Pays d'origine :  États-Unis
- Saisons diffusées : 1
- Créateurs : Donald P. Bellisario et Don McGill
- Producteur exécutif : William Robert Yates (épisode pilote), Jan Williams (épisodes Le vol du violon, Détectives en danger, Le retour de Rita, Un tigre à l'agence et Attention au Mickey)
- Directeur de la photographie : Jack A. Whitman, Jr.
- Producteur : Jan Williams
- Téléfilm : Ron Friedman (épisode pilote), Nick Arnold (épisodes Le retour de Rita, Un tigre à l'agence et Attention au Mickey)
- Scénaristes : Georges Schenck (épisode pilote), Ron Friedman  (épisodes pilote et Un tigre à l'agence), Nick Arnold (épisode Le vol du violon), Leonard Ripps (épisode Détectives en danger) et Richard Penn (épisode Attention au Mickey)
- Réalisateurs : Charles S. Dubin (épisode pilote), Leslie H. Martinson (épisode Le vol du violon), Edward H. Feldman (épisode Détectives en danger), Larry Siegel (épisode Le retour de Rita), John Bowab (épisode Un tigre à l'agence) et Mel Ferber (épisode Attention au Mickey)
- Musique : Dennis McCarthy
- Effets spéciaux : Peter Anderson
- Société de production: Walt Disney Television
- Diffuseur : CBS
- Année de création : 1983
- Durée moyenne d'un épisode : 23 minutes
- Format d'image : Format 35 mm
- Son : Monophonique

## Distribution

### Acteurs principaux
- Darren McGavin : Nick Small
- Jack Blessing : Chip Frye
- Debbie Zipp: Phoebe Small

### Acteurs récurrents
| Acteurs          | Rôles            | Apparitions                                                                               |
| ---------------- | ---------------- | ----------------------------------------------------------------------------------------- |
| Bill Daily       | Docteur Hanratty | épisodes Le vol du violon, Détectives en danger, Le retour de Rita et Un tigre à l'agence |
| Warren Berlinger | Eddie            | épisodes Détectives en danger, Un tigre à l'agence                                        |
| Dick Wilson      | Bar Fly          | épisodes Le vol du violon, Détectives en danger, Le retour de Rita et Un tigre à l'agence |
| Victoria Carroll | Vicki            | épisodes Le vol du violon, Le retour de Rita et Un tigre à l'agence                       |

### Acteurs secondaires
| Acteurs           | Rôles                   | Apparitions                  |
| ----------------- | ----------------------- | ---------------------------- |
| Rue McClanahan    | Melle Parsifal          | épisode pilote               |
| Larry Storch      | Waldo                   | épisode pilote               |
| Kenneth Mars      | Grosso                  | épisode pilote               |
| Michael V. Gazzo  | Wilmer                  | épisode pilote               |
| Danny Dayton      | Le vieux marin          | épisode pilote               |
| Roddy McDowall    | Professeur Wermeer      | épisode pilote               |
| Fuddle Bagley     | Le conducteur du camion | épisode Le vol du violon     |
| Carolyne Barry    | Miss Edwards            | épisode Le vol du violon     |
| Ken Olfson        | Freddie the Fence       | épisode Le vol du violon     |
| Hal Smith         | Le portier              | épisode Le vol du violon     |
| Kristoffer Tabori | Herman Pinkus           | épisode Le vol du violon     |
| Jason Evers       | Mr. Ackly               | épisode Détectives en danger |
| Henry Gibson      | Dr. Calder              | épisode Détectives en danger |
| Bruce Glover      | Frank                   | épisode Détectives en danger |
| Don Knight        | Paulie                  | épisode Détectives en danger |
| Robert Lussier    | Inspecteur de la santé  | épisode Détectives en danger |
| Vito Scotti       | Angie                   | épisode Détectives en danger |
| Maurice Sherbanee | Aide-de-Camp            | épisode Détectives en danger |
| Noel Conlon       | Non crédité             | épisode Le retour de Rita    |
| Joan Crosby       | Une sœur                | épisode Le retour de Rita    |
| Merie Earle       | Une sœur de Rita        | épisode Le retour de Rita    |
| Sharon Farrell    | Rita                    | épisode Le retour de Rita    |
| Stu Gilliam       | Le fleuriste            | épisode Le retour de Rita    |
| Jack Griffin      | Le cuisinier            | épisode Le retour de Rita    |
| John McCann       | Non crédité             | épisode Le retour de Rita    |
| Dana Elcar        | Problems                | épisode Un tigre à l'agence  |
| Tony Longo        | Terry Le Tigre Tyrell   | épisode Un tigre à l'agence  |
| Barney Martin     | Pops Malloy             | épisode Un tigre à l'agence  |
| Ted Zeigler       | Le chronométreur        | épisode Un tigre à l'agence  |
| Bill Zuckert      | Le facteur              | épisode Un tigre à l'agence  |
| Mel Carter        | L'assistant de Jacobi   | épisode Attention au Mickey  |
| Oliver Clark      | Oliver                  | épisode Attention au Mickey  |
| John Garwood      | Non crédité             | épisode Attention au Mickey  |
| Nancy Jeris       | Millie                  | épisode Attention au Mickey  |
| Tori Lysdahl      | Boom Boom               | épisode Attention au Mickey  |
| Alex Rocco        | Jacobi                  | épisode Attention au Mickey  |
| Albert Salmi      | Scar Tongue Malone      | épisode Attention au Mickey  |
| Gwendolyn Watts   | Une vieille dame        | épisode Attention au Mickey  |

## Épisodes
| Numéro | Titre                             | Titre                | Réalisation         | Scénario                     | Date de première diffusion | Date de première diffusion | Chaîne de première diffusion | Chaîne de première diffusion |
| Numéro | Original                          | Français             | Réalisation         | Scénario                     | États-Unis                 | France                     | États-Unis                   | France                       |
| ------ | --------------------------------- | -------------------- | ------------------- | ---------------------------- | -------------------------- | -------------------------- | ---------------------------- | ---------------------------- |
| 1      | Fiddler on the Hoof               | Le vol du violon     | Leslie H. Martinson | Nick Arnold                  | 7 mars 1983                | 16 décembre 1990           | CBS                          | TF1                          |
| 2      | Endangered Detectives             | Détectives en danger | Edward H. Feldman   | Leonard Ripps                | 14 mars 1983               | 23 décembre 1990           | CBS                          | TF1                          |
| 3      | The Case of the Street of Silence | Le retour de Rita    | James Sheldon       | Nick Arnold                  | 21 mars 1983               | 30 décembre 1990           | CBS                          | TF1                          |
| 4      | Pilot                             | Épisode pilote       | Charles S. Dubin    | Ron Friedman, George Schenck | 1er juin 1983              | 9 décembre 1990            | CBS                          | TF1                          |
| 5      | Schlockty Too                     | Un tigre à l'agence  | John Bowab          | Nick Arnold                  | 8 juin 1983                | 6 janvier 1991             | CBS                          | TF1                          |
| 6      | The Case of the Concerned Husband | Attention au Mickey  | Mel Ferber          | Richard Penn                 | 15 juin 1983               | 13 janvier 1991            | CBS                          | TF1                          |